# Sebersdorf
Sebersdorf là một đô thị thuộc huyện Hartberg thuộc bang Steiermark, nước Áo. Đô thị Sebersdorf có diện tích 16,12 km², dân số thời điểm năm 2005 là 1380 người.